# دانشگاه ابوجا

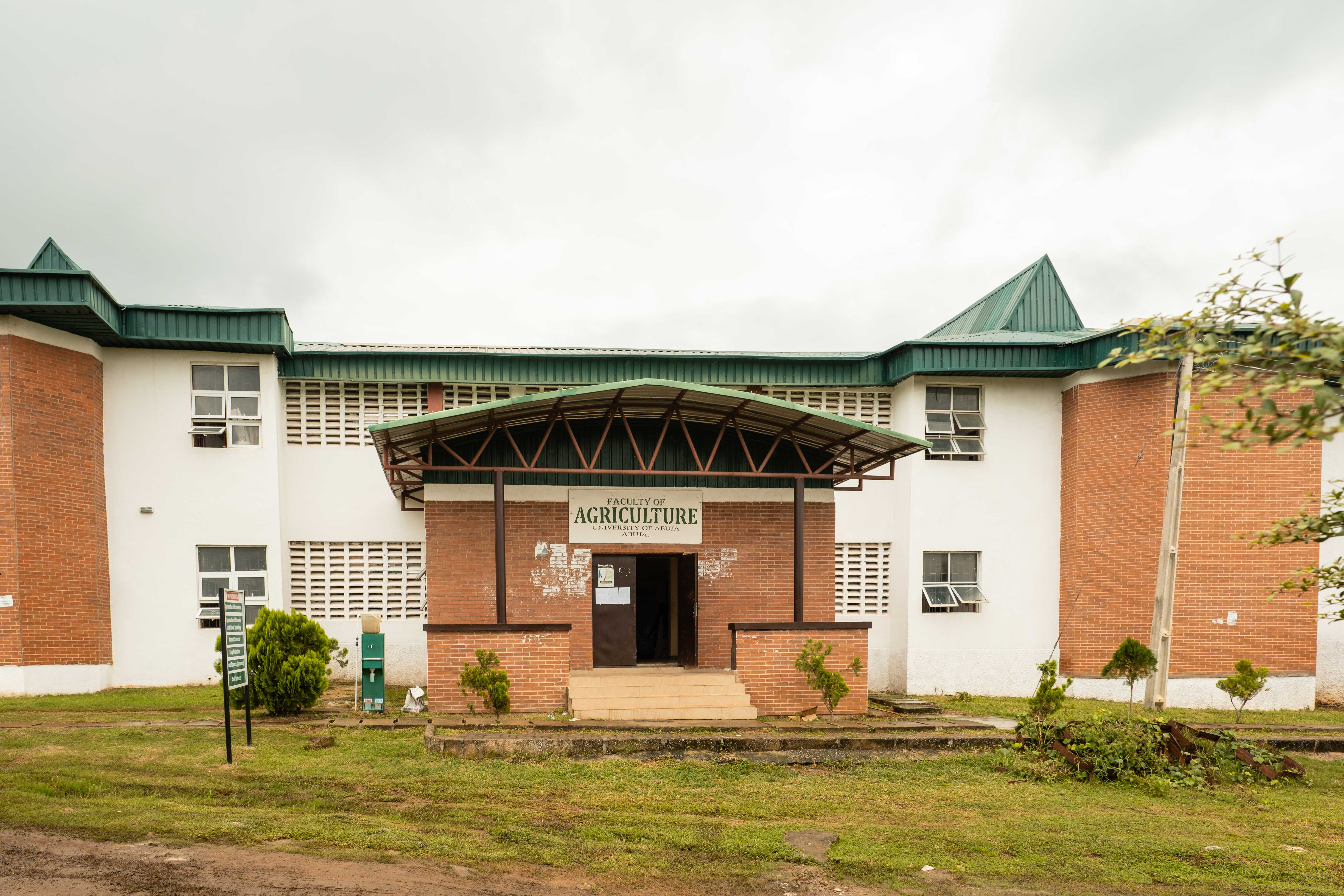

دانشگاه ابوجا یک مؤسسه عالی در ابوجا پایتخت نیجریه است. این دانشگاه در ژانویه 1988 (طبق فرمان شماره ۱۱۰ در سال ۱۹۹۲ با اصلاحات) به عنوان یک دانشگاه دو حالته با مأموریت اجرای برنامه‌های آموزش از راه دور و مرسوم تأسیس شد. کار آکادمیک در دانشگاه در سال ۱۹۹۰ با ثبت نام دانشجویان پیشکسوت آغاز شد. دانشگاه از یک سایت موقت، متشکل از سه بلوک ساختمان که برای یک مدرسه ابتدایی در گواگوالادا ساخته شده بود، با عنوان «مینی پردیس» شروع به کار کرد. فعالیت‌های آکادمیک در مینی پردیس در سال ۱۹۹۰ آغاز شد و پس از آن به دانشگاه زمینی به مساحت ۱۱٬۸۰۰ هکتار (۲۹٬۰۰۰ جریب فرنگی) در امتداد جاده فرودگاه شهر ابوجا برای توسعه پردیس اصلی خود اختصاص یافت.
کتابخانه دانشگاه در سال ۱۹۸۸ برای حمایت از آموزش، یادگیری و تحقیق برای دستیابی به اهداف دانشگاه ابوجا با منابع اطلاعاتی آنلاین و آفلاین تأسیس شد، این کتابخانه اصلی واقع در جاده اصلی پردیس به سمت فرودگاه، ابوجا است.

## فارغ التحصیلان قابل توجه
- Chukwuebuka Anyaduba - وکیل، فیلمساز و بشردوستانه
- Jake Okechukwu Effoduh - شخصیت رادیویی، فعال حقوق بشر و وکیل
- Olumide Idowu - مبارز جوان و فعال تغییرات آب و هوا
- JaySynths - تهیه‌کننده ضبط
- Kanayo O. Kanayo - بازیگر، فیلمساز و وکیل
- ایمان سلیمان ابراهیم – مدیر کل NPTIP

1. 1 2  "Welcome to University of Abuja". Laravel (به انگلیسی). Retrieved 2021-09-01.
2. ↑  "CLE commends UniAbuaj on low students feat". guardian.ng. Retrieved 2020-03-03.
3. ↑  "UNIVERSITY OF ABUJA LIBRARY's open resources | University of Abuja Open Education Resources (OER)". oer.uniabuja.edu.ng (به انگلیسی). Archived from the original on 30 December 2022. Retrieved 2022-12-30.